# Rasova (Czarnogóra)
Rasova (cyr. Расова) – wieś w Czarnogórze, w gminie Žabljak. W 2011 roku liczyła 29 mieszkańców.